# Балка Широка (притока Жовтої)
Балка Широка — балка (річка) в Україні у Кам'янському й Петрівському районах Дніпропетровської й Кіровоградської областей. Ліва притока річки Жовтої (басейн Дніпра).

## Опис
Довжина балки приблизно 4,57 км, найкоротша відстань між витоком і гирлом — 4,24 км, коефіцієнт звивистості річки — 1,12. Формується декількома струмками та загатами. На деяких ділянках балка пересихає.

## Розташування
Бере початок у селі Волочаївка. Тече переважно на північний захід через і на північно-східній околиці села Ганнівки впадає у річку Жовту, ліву притоку річки Інгульця.

## Цікаві факти
- Неподалік від гирла балки на південній стороні розташовані Кочубеєвські штольні[3].
- У XIX столітті на балці існували хутір князя Кочубея, водокачка та декілька колоній[1].